# 科爾切維亞
51°51′49″N 30°46′27″E / 51.86361°N 30.77417°E
科爾切維亞（烏克蘭語：Корчев'я），是烏克蘭北部的村莊，隸屬切爾尼希夫州的切爾尼希夫區。該村始建於1752年，面積0.6平方公里，海拔高度114米，2001年人口73，人口密度每平方公里121.7人。